# كأس إيطاليا 1977–78
كأس إيطاليا 1977–78 (بالإيطالية: Coppa Italia 1977-1978)‏ هو الموسم 31 من كأس إيطاليا. أقيم خلال الفترة 21 أغسطس 1977 وحتى 8 يونيو 1978، وأشرف على تنظيمه اتحاد إيطاليا لكرة القدم، وكان عدد الأندية المشاركة فيه 36، وفاز فيه نادي إنتر ميلانو.